# منتخب تشيلي تحت 20 سنة لكرة القدم
منتخب تشيلي تحت 20 سنة لكرة القدم (بالإسبانية: Selección de fútbol sub-20 de Chile)‏ هو ممثل تشيلي الرسمي في المنافسات الدولية في كرة القدم في فئة كرة قدم تحت 20 سنة للرجال.